# Ab Fafié

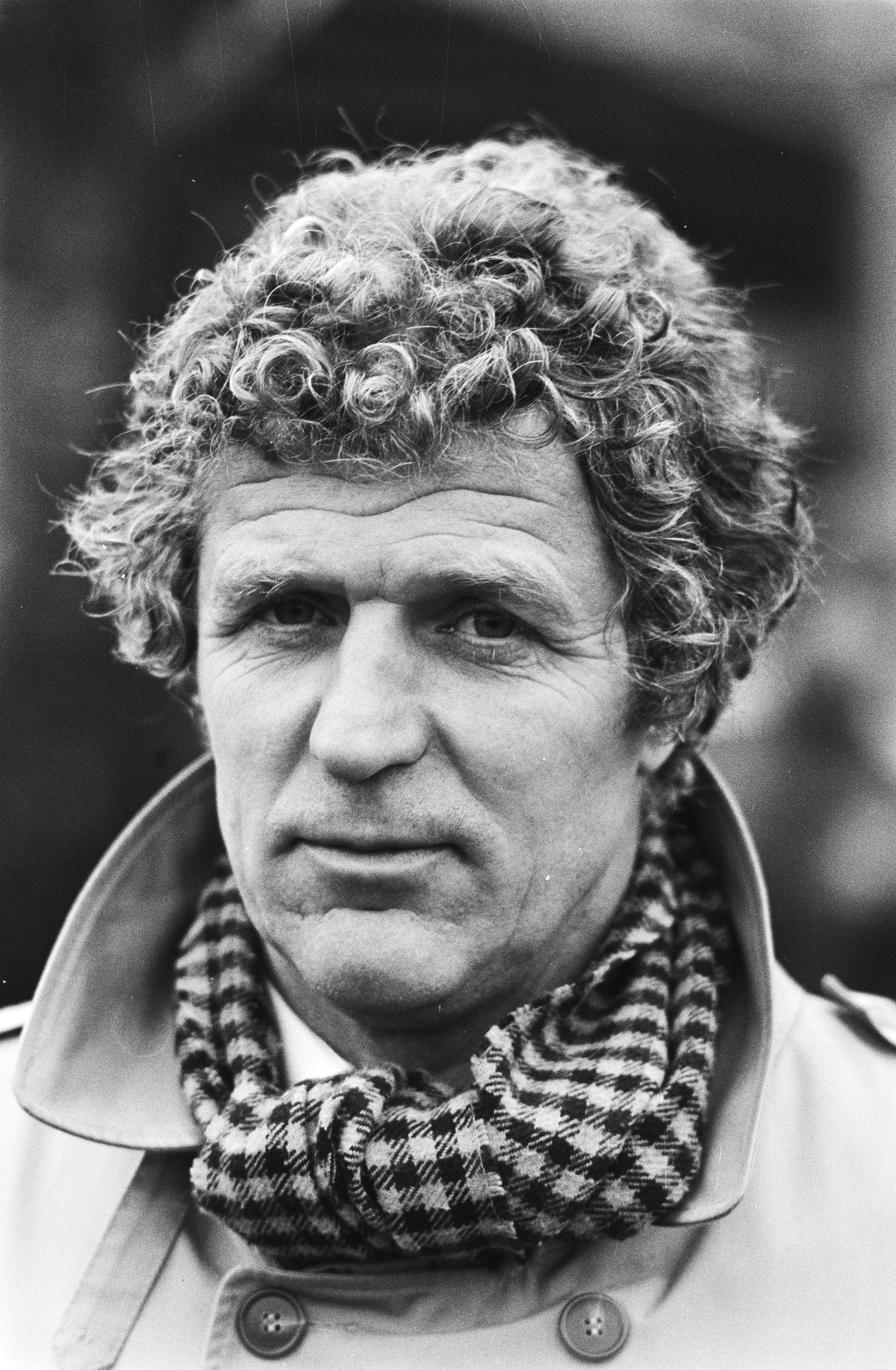
Ab Fafié (1982)

Ab Fafié (* 4. März 1941 in Rotterdam, Südholland; † 28. November 2012) war ein niederländischer Fußballspieler und -trainer. Er spielte als Abwehrspieler auf Erstliganiveau für die Rotterdamer Vereine Feĳenoord und Xerxes sowie für die PSV Eindhoven. Als Trainer war er ebenfalls für Feyenoord sowie unter anderem für den FC Utrecht, AEK Athen und KAA Gent tätig.

## Karriere im Verein
Fafié spielte schon in der Jugend bei seinem Heimatverein Feĳenoord und stand bereits als 18-Jähriger in der Saison 1959/60 im Kader des Ehrendivisionärs. Er debütierte am 13. Dezember 1959 beim 4:1-Sieg gegen den Sportclub Enschede. Im weiteren Saisonverlauf kam er drei weitere Male zum Einsatz, konnte sich jedoch nicht im Team etablieren, so dass er nach drei Spielzeiten ohne Erstligaeinsätze 1963 zum Lokalrivalen Xerxes wechselte, der zu dieser Zeit nur drittklassig war. Die Mannschaft konnte jedoch 1965 und 1966 zweimal in Folge aufsteigen, so dass Fafié in den Saisons 1966/67 und 1967/68 wieder in der ersten Liga auflief – diesmal als Stammspieler seines Teams auf der Position des linken Verteidigers. Mit im Team standen ehemalige und künftige Nationalspieler wie Wim van Hanegem, Hans Dorjee, Lazar Radović und Torhüter Eddy Treijtel. Sein einziges Tor in der höchsten Spielklasse erzielte er am 15. April 1968 gegen NAC Breda. Nach dem Zwangsabstieg von Xerxes/DHC’66 im Jahr 1968 wechselte Fafié gemeinsam mit Radović und Trainer Kurt Linder nach Eindhoven. Bei der PSV konnte er sich jedoch aufgrund mehrerer Verletzungen nicht durchsetzen und beendete seine aktive Laufbahn zwei Spielzeiten später im Sommer 1970.
Stationen
- Feĳenoord Rotterdam (1959–1963, Eredivisie: 4 Einsätze/0 Tore)
- Xerxes Rotterdam/XerxesDHC’66 (1963–1966, 2. und 3. Klasse; 1966–1968, Eredivisie: 64/1)
- PSV Eindhoven (1968–1970, Eredivisie: 12/0)[5]

## Als Trainer
Nach seiner aktiven Zeit arbeitete Fafié schon frühzeitig als Trainer verschiedener Amateurvereine. 1981 wechselte er vom Rotterdamer CVV Mercurius zu seinem alten Verein Feyenoord, wo er zunächst als Jugendtrainer und ein Jahr später als Assistent von Hans Kraay senior arbeitete. Als Kraay beurlaubt wurde, übernahm er interim den Cheftrainerposten. Zwei Jahre später wurde er in der Nachfolge von Thijs Libregts – mit dem Feyenoord 1984 das Double gewann – Cheftrainer und blieb bis zum Ende der Saison 1985/86. Die folgende Spielzeit verbrachte er in Griechenland, wo er zunächst AEK Athen und nach der Entlassung dort PAS Ioannina trainierte. Nach einer Pause von einem Jahr übernahm er für die Saison 1988/89 den belgischen Erstdivisionär KAA Gent. Nach einem weiteren Jahr ohne Verein holte ihn 1990 der FC Utrecht als Ersatz für Cees Loffeld. In Utrecht feierte er seine erfolgreichste Zeit als Trainer; er führte die Mannschaft in der Saison 1990/91 zur zweitbesten Platzierung der Geschichte des Vereins auf Platz vier in der Eredivisie und damit in den UEFA-Pokal, was ihm den Spitznamen Koning Ad („König Ad“) einbrachte. Im UEFA-Pokal scheiterte der FCU jedoch in der zweiten Runde an Real Madrid. Die Erfolge dieser Saison ließen sich nicht wiederholen. Fafié blieb vier Jahre in Utrecht, ehe er zum AEK Larnaka wechselte. Doch dieses Engagement endete nach wenigen Monaten. Kurzzeitig half er 1995 bei den Go Ahead Eagles in Deventer aus und ging 1997 nach Indonesien zunächst zu Raya Bandung und anschließend zu Persija Jakarta, seiner letzten Trainerstation.
Stationen
- Feyenoord Rotterdam (1981–1984 Jugend-, Assistenz- und 1984–1986 Cheftrainer)
- AEK Athen (1986/87)
- PAS Ioannina (1987)
- KAA Gent (1988/89)
- FC Utrecht (1990–1994)
- AEK Larnaka (1994)
- Go Ahead Eagles (1995)
- Raya Bandung (1996/97)
- Persija Jakarta (1997/98)